# Gradient géothermique
Le gradient géothermique est le taux d'augmentation de la température dans le sous-sol à mesure que l'on s'éloigne de la surface. Il s'exprime en K/m (unité SI) ou, plus usuellement, en K/km (1 K/km = 10−3 K/m).
Le gradient géothermique en Europe est en moyenne d'environ 30 K/km (0,03 K/m) près de la surface, soit une augmentation de 3 °C tous les 100 m.

## Origine

Évolution de la puissance thermique radiogénique au cours du temps dans les couches internes de la Terre.

Historiquement, la température interne de la Terre a d'abord été attribuée à la chaleur initiale due aux chocs successifs qui se sont produits lors de l'accrétion planétaire. Puis les études ont mis en évidence l'importance de la chaleur de la Terre due à la radioactivité naturelle des roches de sa structure interne, c'est-à-dire l'énergie nucléaire produite par la désintégration de l'uranium, du thorium et du potassium. Les mesures directes bilan thermique interne de la Terre (en) restent délicates, si bien que de grandes incertitudes persistent sur la part respective de ces deux composantes principales comme source de la chaleur terrestre actuelle. Les études estiment que la contribution de la radioactivité crustale et mantellique représente approximativement la moitié de l’énergie totale dégagée, celle de la chaleur primordiale transmise du noyau de la Terre vers le manteau étant évaluée à 10 et jusqu'à 20 %.
La chaleur est dégagée essentiellement par conduction dans la lithosphère rigide (et peut-être dans la graine solide), par convection dans le manteau.
La chaleur produite dans la croûte, le manteau et le noyau est évacuée vers la surface de manière hétérogène (voir Onde de combustion nucléaire), avec des puissances allant de 25 mW/m2 pour les zones les plus froides à 1 W/m2 dans une zone comme la caldeira de Yellowstone.
Sur le continent européen, par exemple dans les régions de la Suisse où ont été étudiés des sondages géothermiques profonds, la puissance est comprise entre 60 et 160 mW/m2.
À l'échelle de temps humaine, l'énergie géothermique est donc d'intensité insuffisante pour constituer une énergie renouvelable. Pour l'exploiter, il faut pouvoir compter sur des circonstances favorables comme l'accumulation de chaleur fossile dans de très grandes masses d'eau, elles-mêmes au contact de la chaleur résiduelle d'un point chaud, comme en Islande, ou de nappes profondes comme dans le cas du Dogger dans le bassin parisien[réf. nécessaire].

## Conséquences

### Humaines
Un puits de houillère typique comme Cuvelette à Merlebach exploitait en 1970 à 686 m sous terre (les tranches d'exploitation se font de haut en bas pour minimiser les coûts). L'ingénieur qui avait mis en exploitation ce niveau savait qu'il devrait compter avec une température de 20 °C de plus que la moyenne des températures en surface (l'inertie thermique fait que les variations saisonnières ne peuvent se propager significativement au-delà de quinze mètres de profondeur).
À cela s'ajoute le dégagement de chaleur prévisible (personnel et appareils), ce qui permet le calcul de la ventilation à mettre en place pour que les conditions de travail restent acceptables, nommée dans le domaine minier « aérage ». La puissance nécessaire à cette ventilation conjuguée à la section des galeries empêcherait à cause de la pression d'ouvrir les portes d'aérage si celles-ci n'étaient équipées d'une trappe permettant de réduire quelques secondes cette pression.

## Utilisation
Le gradient géothermique peut être utilisé pour le chauffage d'habitations, par le biais d'une ou plusieurs sondes géothermiques verticales, en combinaison éventuelle avec le principe de la pompe à chaleur.